# Radical 163
Le radical 163 (邑), qui signifie la ville, est l'un des 20 caractères composés de sept traits, parmi les 214 radicaux chinois répertoriés dans le dictionnaire de caractères de Kangxi.
Le caractère Unicode de 邑 est 9091.

## Caractères avec le radical 163
| nombre de traits          | caractères                                                           |
| ------------------------- | -------------------------------------------------------------------- |
| Sans trait supplémentaire | 邑 阝                                                                |
| 2 traits supplémentaires  | 邓                                                                   |
| 3 traits supplémentaires  | 邔 邕 邖 邗 邘 邙 邚 邛 邜 邝                                        |
| 4 traits supplémentaires  | 邞 邟 邠 邡 邢 那 邤 邥 邦 邧 邨 邩 邪 邫 邬                         |
| 5 traits supplémentaires  | 邭 邮 邯 邰 邱 邲 邳 邴 邵 邶 邷 邸 邹 邺 邻                         |
| 6 traits supplémentaires  | 邼 邽 邾 邿 郀 郁 郂 郃 郄 郅 郆 郇 郈 郉 郊 郋 郌 郍 郎 郏 郐 郑 郓 |
| 7 traits supplémentaires  | 郒 郔 郕 郖 郗 郘 郙 郚 郛 郜 郝 郞 郟 郠 郡 郢 郣 郤 郥 郦 郧       |
| 8 traits supplémentaires  | 部 郩 郪 郫 郬 郭 郮 郯 郰 郱 郲 郳 郴 郵 郶 郷 郸 郹 郺 郻 郼 都    |
| 9 traits supplémentaires  | 郾 郿 鄀 鄁 鄂 鄃 鄄 鄅 鄆 鄇 鄈 鄉 鄊                               |
| 10 traits supplémentaires | 鄋 鄌 鄍 鄎 鄏 鄐 鄑 鄒 鄓 鄔 鄕 鄖 鄗                               |
| 11 traits supplémentaires | 鄘 鄙 鄚 鄛 鄜 鄝 鄞 鄟 鄠 鄡 鄢 鄣 鄤 鄥                            |
| 12 traits supplémentaires | 鄦 鄧 鄨 鄩 鄪 鄫 鄬 鄭 鄮 鄯 鄰 鄱 鄲                               |
| 13 traits supplémentaires | 鄳 鄴 鄵 鄶 鄷                                                       |
| 14 traits supplémentaires | 鄸 鄹                                                                |
| 15 traits supplémentaires | 鄺 鄻 鄼 鄽 鄾                                                       |
| 16 traits supplémentaires | 鄿 酀 酂                                                             |
| 17 traits supplémentaires | 酁 酃                                                                |
| 18 traits supplémentaires | 酄 酅 酆                                                             |
| 19 traits supplémentaires | 酇 酈                                                                |